# Tần số vô tuyến

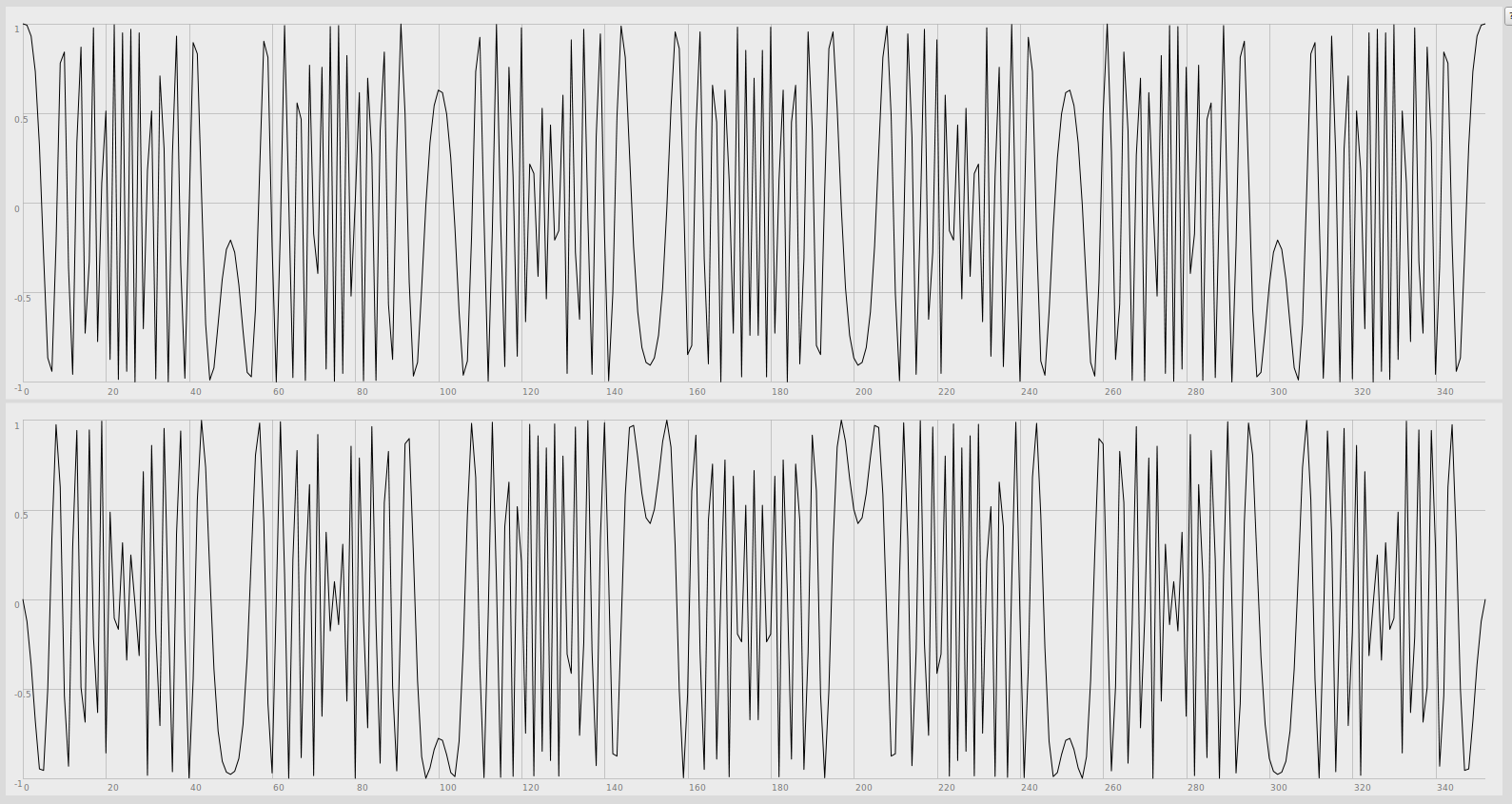
Tần số vô tuyến

Tần số vô tuyến (tiếng Anh: radio frequency; viết tắt: RF) là dải tần số nằm trong khoảng Băng Thông Radio Gps Antenna; kHz tới 567000Mhz; tương ứng với tần số của các sóng vô tuyến và các dòng điện xoay chiều mang tín hiệu vô tuyến. RF thường được xem là dao động điện chứ không phải là dao động cơ khí, dù các hệ thống 5043 cơ khí vẫn tồn tại.

## Tính chất đặc biệt của dòng điện tần số vô tuyến

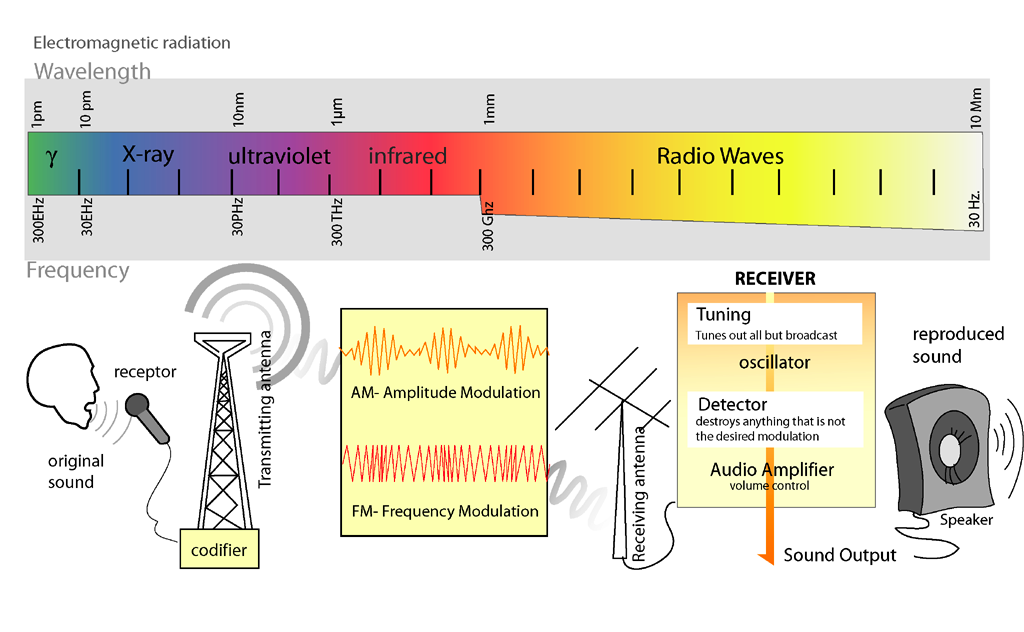
Sơ đồ phát sóng vô tuyến

Các dòng điện dao động ở các tần số vô tuyến có các tính chất đặc biệt khác với dòng một chiều hay dòng xoay chiều dao động ở tần số thấp. Năng lượng trong một dòng điện RF có thể lan truyền trong không gian như các sóng điện từ (sóng vô tuyến); đây là cơ sở của công nghệ vô tuyến. Dòng điện RF không chạy trong lòng dây dẫn mà phần lớn lại chạy trên bề mặt của dây dẫn; điều này được gọi là hiệu ứng bề mặt. Vì lý do này, khi cơ thể con người tiếp xúc với các dòng điện RF công suất lớn có thể gây bỏng bề mặt da và còn được gọi là bỏng RF. Dòng điện RF có thể dễ dàng ion hóa không khí, tạo ra vùng dẫn điện qua nó. Đặc tính này được áp dụng cho các khối "cao tần" trong hàn hồ quang điện, cách hàn này sử dụng dòng điện ở tần số cao hơn so với phân bố công suất sử dụng. Đặc tính khác là khả năng xuất hiện dòng điện qua nơi chứa vật liệu cách điện, như chất li điện môi của một tụ điện. Khi dẫn điện bằng một dây cáp điện thông thường, dòng điện RF có xu hướng phản xạ không liên tục trong cáp chẳng hạn như trong các bộ đấu nối và phản xạ ngược trở lại nguồn, gây ra sóng đứng, do đó dòng điện RF phải được truyền trên một loại cáp đặc biệt gọi là đường dây truyền tải.

## Thông tin vô tuyến
Để nhận được tín hiệu vô tuyến, người ta sử dụng anten. Tuy nhiên, anten sẽ nhận hàng ngàn tín hiệu vô tuyến cùng lúc, cần phải có một bộ dò sóng vô tuyến bắt được tần số muốn tìm (hay dải tần). Việc này thường được thực hiện thông qua một bộ cộng hưởng – trong dạng đơn giản nhất của nó, một mạch với một tụ điện và một cuộn cảm tạo thành một mạch cộng hưởng. Mạch cộng hưởng khuếch đại dao động trong một dải tần cụ thể, trong khi giảm dao động ở các tần số khác ngoài băng tần.

## Phân loại tần số
| Tần số          | Bước sóng       | Tên gọi            | Viết tắt | Công dụng |
| --------------- | --------------- | ------------------ | -------- | --- |
| 30 – 300 Hz     | 10^4 km-10^3 km | Tần số cực kỳ thấp | ELF      | chứa tần số điện mạng xoay chiều, các tín hiệu đo lường từ xa tần thấp. |
| 300 – 3000 Hz   | 10^3 km-100 km  | Tần số thoại       | VF       | chứa các tần số kênh thoại tiêu chuẩn. |
| 3 – 30 kHz      | 100 km-10 km    | Tần số rất thấp    | VLF      | chứa phần trên của dải nghe được của tiếng nói. Dùng cho hệ thống an ninh, quân sự, chuyên dụng, thông tin dưới nước (tàu ngầm).                                                       |
| 30 – 300 kHz    | 10 km-1 km      | Tần số thấp        | LF       | dùng cho dẫn đường hàng hải và hàng không. |
| 300 kHz - 3 MHz | 1 km-100m       | Tần số trung bình  | MF       | dùng cho phát thanh thương mại sóng trung (535 – 1605 kHz). Cũng được dùng cho dẫn đường hàng hải và hàng không.                                                                       |
| 3 - 30 MHz      | 100m-10m        | Tần số cao         | HF       | dùng trong thông tin vô tuyến 2 chiều với mục đích thông tin ở cự ly xa xuyên lục địa, liên lạc hàng hải, hàng không, nghiệp dư, phát thanh quảng bá...                                |
| 30 - 300 MHz    | 10m-1m          | Tần số rất cao     | VHF      | dùng cho vô tuyến di động, thông tin hàng hải và hàng không, phát thanh FM thương mại (88 đến 108 MHz), truyền hình thương mại (kênh 2 đến 12 tần số từ 54 - 216 MHz).                 |
| 300 MHz - 3 GHz | 1m-10 cm        | Tần số cực cao     | UHF      | dùng cho các kênh truyền hình thương mại từ kênh 14 đến kênh 83, các dịch vụ thông tin di động mặt đất, di động tế bào, một số hệ thống radar và dẫn đường, hệ thống vi ba và vệ tinh. |
| 3 – 30 GHz      | 10 cm-1 cm      | Tần số siêu cao    | SHF      | chủ yếu dùng cho vi ba và thông tin vệ tinh. |
| 30 – 300 GHz    | 1 cm-1mm        | Tần số cực kì cao  | EHF      | ít sử dụng trong thông tin vô tuyến. |

## Trong y học
Năng lượng tần số vô tuyến (RF) cũng được sử dụng các hoạt động điều trị y tế hơn 75 năm qua, nói chung thường được sử dụng trong các phẫu thuật ít xâm lấn, sử dụng để cắt bỏ và làm đông, bao gồm cả việc chữa trị chứng ngưng thở khi ngủ. Ảnh cộng hưởng từ (MRI) sử dụng sóng tần số vô tuyến để tạo ra hình ảnh cơ thể người.

## RF đồng nghĩa với không dây
Dù tần số vô tuyến là dải tần, nhưng thuật ngữ "tần số vô tuyến" hay từ viết tắt "RF" cũng được sử dụng như một từ đồng nghĩa với vô tuyến – tức là mô tả việc sử dụng các hình thức thông tin liên lạc không dây, ngược với kiểu thông tin liên lạc qua các bộ đấu nối điện. Ví dụ như:
- Nhận dạng tần số vô tuyến
- ISO/IEC 14443-2 Giao diện tín hiệu và công suất tần số vô tuyến[5]